# عدي صدام حسين
عُدي صدام حسين الناصري التكريتي (18 حزيران/يونيو 1964 – 22 تموز/يوليو 2003) سياسي عراقي والابن البكر للرئيس العراقي السابق صدام حسين. شغل العديد من المناصب كرئيس رياضي وضابط عسكري ورجل أعمال، وكان رئيس اللجنة الأولمبية العراقية والاتحاد العراقي لكرة القدم، ورئيس فدائيي صدام.
ولد عدي صدام حسين في بغداد. كان الابن الأكبر للرئيس العراقي صدام حسين من زوجته الأولى وابنة خاله ساجدة طلفاح. كان يُنظر إلى عدي لعدة سنوات على أنه الخليفة المحتمل لوالده، لكنه فقد مكانه كوريث واضح لصالح لأخيه الأصغر قصي، بسبب إصابته في محاولة اغتيال. في أعقاب الغزو الذي قادته الولايات المتحدة للعراق عام 2003، قُتل مع قصي وابن أخيه مصطفى على يد قوة خاصة أمريكية بعد معركة طويلة بالأسلحة النارية في الموصل.
يُزعم أن عدي كان قاسيًا بشكل غريب ومخيفًا للخصوم وكذلك للأصدقاء المقربين. غالبًا ما كان الأقارب والمعارف الشخصية ضحايا لعنفه وغضبه. أشارت ادعاءات الشهود إلى أنه متورط بارتكاب جرائم الاغتصاب والقتل والتعذيب، بما في ذلك اعتقال وتعذيب الرياضيين الأولمبيين العراقيين وأعضاء المنتخب الوطني لكرة القدم كلما خسروا مباراة.

## حياته
وُلد عدي صدام حسين في 18 حزيران/يونيو 1964 في بغداد، وهو الابن الأكبر للرئيس صدام حسين وزوجته ساجدة طلفاح، أخوه الأصغر قصي وأخواته رغد، ورنا وحلا. تخرّج في المدرسة الإعدادية وحصل فيها على درجات مرتفعة، بدأ دراسته في الجامعة في كلية بغداد الطبية فلم يمكث فيها إلا لثلاثة أيام فقط، وذكرت حرير حسين كامل في كتابها حفيدة صدام أن خالها عًديّاً دخل كلية الطب ثم تركها حين اشمئزت نفسه من رؤية جثة تشريح، ثم انتقل إلى كلية الهندسة، وحصل على بكلوريوس الهندسة من جامعة بغداد وتخرج وكان ترتبيه الأول على زملائه المائة والثلاثة والسبعين.
وحصل على دكتوراه في العلوم السياسية من جامعة بغداد وعنوان رسالته كانت بعنوان «عالم ما بعد الحرب الباردة»، وهي جزء من متطلبات الحصول على درجة دكتوراه فلسفة في العلوم السياسية وقد أشرف على الرسالة الدكتور مازن إسماعيل الرمضاني.

### حياته الأسرية
في سنة 1988، خطبَ عديٌّ هوازنَ بنتَ عزة الدوري، ثم انفسخت الخطبة، وتزوج من ابنة عمه سجى برزان إبراهيم الحسن عام 1994, إلا أن الزواج انتهى بالانفصال بعد فترة قصيرة ولم ينجب منها وفي مذكراته كتب والدها برزان بأن الزواج «تم بالإكراه» بينما طلبت ابنته الطلاق على الفور. وخطبَ هبة ابنة علي حسن المجيد، فلم يوافق أبوها أول مرة خوفاً على ابنته الوحيدة، ثم وافق بعد أن خطبها عدي مرة ثانية، وكانت سجى برزان حينئذ لا تزال زوجته، وظلت الزوجتان مخلصتين له حتى آخر أيامه، وفقا لقول حرير حسين كامل.

## قضية قتله لحارس صدام الشخصي
في أكتوبر 1988 وأثناء حفلة تكريمية أقيمت لسوزان مبارك زوجة الرئيس المصري آنذاك حسني مبارك، قتل خادم أبوه الشخصي كامل حنا ججو. وعقابًا له، طلب والده من القضاء أن صدر قراره لكن القضاء ووزير العدل كانا محرجين وقرر والده إعدامه
«لكن والدته ساجدة أرسلت مبعوثًا دون علمه إلى الملك الحسين بن طلال الذي حط بطائرته على الفور، ففوجئ به صدام وهو يطلب منه العفو عن عدي، وأقسم ألا يزور العراق إن لم يستجب لطلبه. فاضطر وفقًا للتقاليد العربية العفو عنه شرط أن يعفو عنه أهل الضحية». حكمت عليه محكمة جنايات الكرخ بالسجن 3 سنوات وفق مادة معاقبة القتل الخطأ لخادم أبيه كامل حنا. وقد تقدمت نقابات العمال وكان رئيسها المخلص أبو بشرى فاضل محمود غريب المشهداني وعائلة كامل حنا والبطريريك الماروني مسؤول الكنيسة وأم كامل حنا أيضًا بطلب للرئيس لإعفائه من بقية المحكومية وقدم رئيس محكمة التمييز مزهر الدوري دراسة إلى وزير العدل آنذاك شبيب المالكي. قُضي بأنّ رئيس الجمهورية له الصلاحية بالإعفاء عن محكومية سجين إذا كان يقضي عقوبة الحبس وأن سيرته حسنة داخل السجن وأن مستقبله مرهون بالإعفاء من الحكم، وأعلن هذا القرار في التلفزيون عام 1989 واستنادًا للقانون، تم إعفاءه من بقية العقوبة وأُطلق سراحه من السجن ثم غادر إلى جنيف وبقي فيها لمدة أسبوعين ثم عاد للعراق.

## محاولة اغتياله
تعرض إلى سبع محاولات اغتيال منذ أن كان طالبًا في ثانوية كلية بغداد، وقد أحبطت من قبل جهاز المخابرات العراقي الذي كان يرأسه برزان التكريتي، وأن أجهزة أمن المجلس الوطني (البرلمان) ساهمت في إحباط عدد من محاولات الاغتيال. ووجهت المجلة أصابع الاتهام في تنفيذ محاولات الاغتيال هذه إلى عناصر إيرانية انطلاقًا مما وصفته المجلة بالحقد الأسود ضد العراق
في 12 ديسمبر 1996، تعرض عدي إلى محاولة اغتيال خططها سلمان شريف بينما كان يقود سيارته البورش الذهبية في حي المنصور الراقي فتح مسلحان النار بناء على أوامر شريف من بندقيتيهما من طراز كلاشنيكوف. حيث أطلقت عليه خمسون رصاصة وأصيب بسبعة عشر رصاصة. نُقل عدي بعدها إلى المستشفى، التشخيص الأولي لحالته كان الشلل إلا أنه تعافى في النهاية
أحد أفراد المجموعة قد ألقي عليه القبض في الأردن في قضية مختلفة تمامًا وسلم فيما بعد إلى أجهزة الأمن العراقية واعترف ببعض التفاصيل تحت التعذيب. وبنهاية أغسطس 1998، أي بعد مرور حوالي 18 شهرًا على محاولة الاغتيال، اعتقلت عناصر أمن النظام «أبو ساجد» ونشرت تفاصيل بقية أعضاء المجموعة. وفي ديسمبر 2002 اغتالت مجموعة «أبو صادق» بعد تعقبه بمنفاه في إيران.

## نشاطاته
تولى قيادة ميليشيات عُرفت في 1996 باسم «فدائيي صدام»، قبل أن يشرف على الكثير من الوسائل الإعلامية حتى انتخابه عضوا بالبرلمان العراقي عام 2000.
كان يمتلك صحيفتي صحيفة بابل والبعث وتلفزيون الشباب
كانت لديه منظمة اسمها صندوق دعم الفقراء تقدم الاعانات لمحتاجيها وكان يشرف على رعاية مستشفى الجذام في محافظة ميسان
افتتح عدة حسابات في مواقع ياهو! وإم إس إن ماسنجر، وهو ماسبب جدلا بسبب انتهاك الشركة للمقاطعة الأمريكية التجارية للعراق. كما امتلك مكتبة فيديو ضخمة شخصية وجدت في قصره عام 2003.

## شبيه عدي
يعرف عدي بأن لديه شبيها يدعى لطيف يحيى. درس يحيى مع عدي في نفس المدرسة منذ أن كانوا في سن الثانية عشرة. إدعى يحيى أنه أجبر أن يعمل كشبيه لعدي رغما عنه. كما إدعى بأنه خضع لعملية تجميل. بردوا الأسنان الأمامية وركّبوا الاسنان الجديدة عليها. بعدها استدعوا الحلاق الخاص لعدي واسمه إسماعيل فقص له تماماً كعدي خصوصاً ذقنه. ووجدوا الطول أقل بـپ3 سنتيمترات وعدل في طول الحذاء.
وبعد أن نجى من عدة محاولات اغتيال كانت تستهدف عدي، فر يحيى من العراق في ديسمبر 1991 إلى فيينا حيث تعرض في 1993 لمحاولة اغتيال أصيب خلالها برصاصة في ساقه.
كتب يحيى كتابا يدعى كنت ابنا للرئيس كما تم تصوير فيلم بعنوان شبيه الشيطان في مالطا. عرض الفيلم في مهرجان سنداس السينمائي في مالطا عام 2011 وحصل على مديح بعض النقاد. لم تحصل قصة يحيى على الانتشار الإعلامي إلا عند الاحتلال الأمريكي للعراق.

## ادعاءات الجرائم
قبيل بدء العمليات العسكرية بيوم واحد، قامت أخبار إيه بي سي في 20 مارس 2003 ببث تقرير يوضح أعمال عدي في العراق:
- كرئيس للجنة الأولمبية العراقية، قام عدي بتعذيب وسجن الرياضيين الذين خسروا. طبقا للتقارير الواسعة الانتشار، فإن لاعبي كرة القدم المعذبون ضربوا بالخيزرانة على أقدامهم. كما كان يشتم اللاعبين ويقول لهم يا كلاب يا قرود.[29] قال أحد الناجين بأن لاعبي كرة القدم «أجبروا» على ركل كرة قدم خرسانية عقاباً لهم بسبب فشلهم في التأهل لنهائيات كأس العالم 1994.[30] وبعد إخفاق المنتخب العراقي في تحقيق نتيجة جيدة خلال الثمانينات، أمر عدي بحلاقة شعر جميع اللاعبين عقاباً لهم. إدعى أحد الناجين أن الرياضيين أجبروا على الغطس في حفرة مجاري من أجل نقل العدوى إلى جروح المصابين. بعد خسارة العراق أمام اليابان 1-4 في كأس آسيا 2000 في لبنان، لام عدي حارس المرمى هاشم حسن والمدافع قحطان شاطر وجلدوا لمدة ثلاثة أيام.
- الإدعاءات الأخرى تتضمن:
- قيامه باختطاف نساء عراقيات من الشوارع لكي يغتصبهن. مثل اختطافه لزوجة قائد في الجيش العراقي قال عن زوجها أنه نكرة. حيث أمر عدي رجاله بضرب زوجها واعتقاله ثم الإمساك بالزوجة التي اغتصبت وقتلت.[31] وتم الحكم بالمؤبد على زوجها بتهمة «الخيانة العظمى ضد صدام».
- عندما استولت القوات الأمريكية على قصره في بغداد، وجدت حديقة شخصية للحيوانات مليئة بالأسود والفهود، ومرآب تحت الأرض يحتوي على مجموعته من السيارات الفاخرة، ولوحات تمجد له والدته مع صدام حسين. سيجار كوبي منقوش عليه اسمه، والملايين من الدولارات من التي كانت تستخدم لشراء الخمور والنبيذ والهيروين. كما عثر على عدة اختبار لفيروس فيروس العوز المناعي البشري بين متعلقاته الشخصية.[29] وقيل إنه جمع ملايين الدولارات عن طريق الشراكة مع الشركات التجارية الإيرانية بصورة غير قانونية.[32]
- ضرب ضابطاً في حتى أغمي عليه بسبب رفضه السماح له (لعدي) بالرقص مع زوجته. وتوفي الرجل لاحقا بسبب جراحه. كما قتل ضابطاً آخر لأنه لم يؤدي التحية العسكرية له.
- اشترى عدي السيارات الفاخرة وحصل على حوالي 1200 سيارة. بما في ذلك رولز رويس كورنيش التي تقدر قيمتها بأكثر من 200,000 دولار أمريكي الذي كانت قد أُحرقت في التسعينات الذي أطلق النار أثناء حفل ما أدى إلى سقوط قتلى وإصابة أخي صدام من الأم، فغضب صدام كثيرا وقرر أن يعاقب ابنه عدي بإحراق أسطول سياراته الثمينة والذي كان يضم فيراري ورولز رويس وبورش [33]

كما قامت القوات الأمريكية بتفجير سيارته اللامبورجيني LM002 التي كانت قد أعطيت له كهدية من قبل الزعيم الليبي معمر القذافي لكي تشرح آثار انفجار سيارة ملغومة 
- يقال أن عدي قد وصل في إلى مركز الاقتراع خلال الانتخابات الرئاسية التي جرت في عهد والده بسيارة رولز رويس أرجوانية.[35]
- وفقا لتقرير جديد، تآمر عدي في عام 2000 على اغتيال أحمد الجلبي، زعيم المؤتمر الوطني العراقي، وعين قصي ولي العهد.[36]

## مقتله

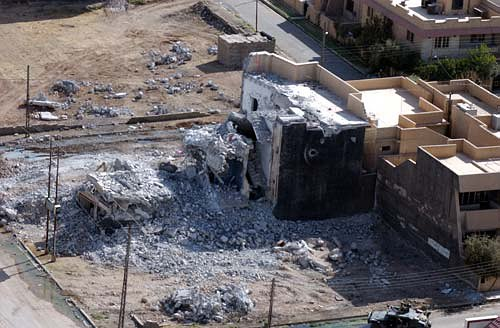
منزل قصي وعدي

غادر بغداد مع والده وأخيه قصي منتصف أبريل 2003، بينما كانت الدبابات العراقيه في وسط المدينة مواصلين مقاومة القوات الأمريكية والبريطانية.
وتولى عدي قيادة ميليشيا «فدائيو صدام» الموالية للرئيس العراقي «هذا ما كانوا قد خططوا له في آخر لقاء لهم في بغداد».
لجأ الأخوان عدي وقصي ومصطفى لنواف الزيدان“بحكم العلاقة العشائرية بين النواف وعائلة صدام"[محل شك]، وبقيا متخفّين عن الأنظار، بعد عودتهم من الأراضي السورية التي توجهها إليها بعد دخول القوات الاميركية عام 2003 
في صباح يوم 23 يوليو 2003 شنت قوات التحالف بقيادة القوات الأمريكية عملية عسكرية على مخبأهما في مدينة الموصل
حي البريد في معركة دامت لأكثر من 6 ساعات قتلو فيها أكثر من 15جندي أمريكي قاوموا فيها بما لديهم من أسلحة إلا أنهم قتلوا بعدما اكتشفت مكان تواجد الشقيقين بعد تلقي معلومات عنهما، وحصول من أدلى بتلك التفاصيل على المكافأة البالغة 25 مليون دولار المعلنة قبل الهجوم، الشخص الذي قام بالوشاية بهما يدعى«نواف محمد الزيدان»
ودفن عُدي في قرية العوجة بجانب أخيه قصي و ((ابن قصي)) مصطفى وعمه برزان إبراهيم الحسن والرئيس السابق لمحكمة الثورة عواد البندر.
في 24 يوليو 2003 عرضت جثتهما على الصحفيين في مطار بغداد الدولي بعد خضوعها لعملية ترميم لكي يشبها ما كانا عليه اثناء حياتهما قدر الإمكان". واظهرت الصور التي تم توزيعها وجههما وقد غطتهما الدماء وآثار اصابات متعددة.
وحسب المنظمات الدولية تم مقتلهم بواسطة أسلحة محرمة دولية قبل استهدافهم بغارة، وقامت القوات الأمريكية بهدم المنزل بالكامل ورفع الأنقاض عنه وتبديل التراب فيه حتى لا تنكشف اسلحتهم المحرمة دولياً، وما زال حتى الآن البيت قطعة ارض فقط وهو موجود في حي يدعى الفلاح على شارع الشلالات.

## أعماله الأدبية
ألف عدي كتاب «عالم ما بعد الحرب الباردة» (دراسة مستقبلية وهي رسالة تقدم بها عدي صدام حسين إلى مجلس كلية العلوم السياسية في جامعة بغداد وهي جزء من متطلبات الحصول على درجة دكتوراه فلسفة في العلوم السياسية وقد أشرف على الأطروحة الدكتور مازن الرمضاني)، عرض فيها «عالم الحرب الباردة» وناقش فيه المرحلة الانتقالية والتناقض الايديولوجي وتباين المصالح وكذلك تجنب المواجهة العسكرية، كما تحدث:
- الفصل الأول عن التمسك بقواعد إدارة الأزمة ومن المحاور أيضاً نجاح الثورة الصينية وتوازن الرعب ومدخلات سياسة الوفاق والإدراك الأمريكي السوفيتي للوفاق.
- الفصل الثاني «عالم ما بعد الحرب الباردة: المرحلة الانتقالية» ومن أهم محاوره: اختلال ميزان القوة الاقتصادية العالمية، تدهور المكانة الدولية لعالم الجنوب، دور الأمم المتحدة خلال الحرب الباردة، توسيع مضمون مفهوم السلم والأمن الدوليين، الهيمنة الأمريكية على مجلس الأمن، إذكاء الصراع بين عالمي الشمال والجنوب، التباين الحضاري الثقافي، استحداث وسائل عمل جديدة، اتجاه الاقتصاد العالمي إلى التمركز الجبهوي، اختلال القدرة التسويقية بين دول عالم الشمال، تغيير مفهوم القطب الدولي.
- الفصل الثالث «عالم ما بعد الحرب الباردة: احتمالات المستقبل» ومن محاوره: القوى المؤثرة في عالم القرن الحادي والعشرين، المداخلات الناعمة، الاختلالات على الصعيد الاجتماعي، اختلالات ذات علاقة بضآلة التوفير وتدهور التعليم، اليابان بعد الحرب العالمية الثانية، مدخلات القوة، ألمانيا الموحدة وأوروبا، رؤية للتاريخ الألماني، مدخلات الضعف في الجسد القومي الألماني، رؤية للتاريخ الصيني، عالم مابعد الحرب الباردة: الهيكلية السياسية الدولية، مفهوم الهيكلية، احتمالات هذه الهيكلية، استمرار هيكلية القطب الواحد، عودة القطبية الثنائية، بروز القطبية المتعددة، تغليب الأمن الاقتصادي على سواه، تغليب التعاون على الصراع.[42]
- في المجال الدولي يقول عدي أن الصين في حال استمرار قدرتها ستكون مؤهلة لقيادة آسيا وربما عالم الجنوب وربما لن تستطيع قوة أخرى الحيلولة دون ذلك، إلى أن يختم الكتاب بالقول في مجال التوقعات أن القرن الحادي والعشرين سيشهد أرجحية عالية نمطا لتوزيع القوة بين القوى الأساسية الأربع الأكثر تأثيراً لا يسمح أن يكون آحادياً أو ثنائياً وإنما متعدد الاقطاب إلى أن ينهي ويبقى كل ما ذكرناه آنفآ مراقبة سابقة وتحليلا علميا استنتاجياً مستقبلياً من صنع وتفكير البشر لا غير.[43]

## روابط خارجية
- عدي صدام حسين على موقع IMDb (الإنجليزية)
- عدي صدام حسين على موقع الموسوعة البريطانية (الإنجليزية)
- عدي صدام حسين على موقع إن إن دي بي (الإنجليزية)
- عدي صدام حسين على موقع قاعدة بيانات الفيلم (الإنجليزية)